# Lubuk Sahung (Sukaraja)
Lubuk Sahung is een bestuurslaag in het regentschap Seluma van de provincie Bengkulu, Indonesië. Lubuk Sahung telt 1058 inwoners (volkstelling 2010).